# Chocolat Dubaï
Le « chocolat Dubaï » est un type de chocolat fourré originaire de Dubaï aux Émirats arabes unis.

## Composition
Il s'agit d'une tablette « de chocolat fourrée d'une crème de pistache […] relevée d'un croustillant obtenu grâce au kadaïf », une sorte de cheveux d'anges.

## Histoire
Il aurait été inventé par l'entreprise dubaïote Fix Dessert Chocolatier et l'anglo-égyptienne Sarah Hamouda. Début 2025, il est également produit par Lindt et d'autres entreprises.
En 2024 et 2025, ce chocolat fait l'objet d'une forte attention sur les réseaux sociaux,. Sa rareté fait que son prix de vente est élevé,.
La mode du chocolat Dubaï en 2025 aurait un lien avec une demande importante de pistaches et une explosion de son prix, tout en raréfiant les stocks.